# Saint-Victor-Rouzaud
 Saint-Victor-Rouzaud  là một xã ở tỉnh Ariège, thuộc vùng Occitanie ở phía tây nam nước Pháp.